# Стромкин, Леонид Леонидович
Леонид Леонидович Стромкин (1921—1982) — участник Великой Отечественной войны, командир батальона 1285-го стрелкового полка (60-я стрелковая дивизия, 47-я армия, 1-й Белорусский фронт), майор. Герой Советского Союза.

## Биография
Родился 15 сентября 1921 года в посёлке Коминтерновский, ныне город Новошахтинск Ростовской области, в семье рабочего. Русский.
Окончил 6 классов. Работал литейщиком.
В Красной Армии — с сентября 1941 года. В 1942 году окончил курсы младших лейтенантов. В действующей армии с марта 1943 года. Член КПСС с 1943 года. Командир батальона стрелкового полка майор Стромкин в числе первых 16 января 1945 года форсировал реку Висла в районе города Новы-Двур-Мазовецки (Польша). В бою за расширение плацдарма батальон нанёс врагу большой урон в живой силе и технике.
С 1945 года подполковник Стромкин — в запасе. Жил в городе Новошахтинске. До 1977 года работал заместителем начальника шахты «Западная-Капитальная».
Умер 12 мая 1982 года, похоронен в Новошахтинске.

## Награды
- Звание Героя Советского Союза присвоено 27 февраля 1945 года.
- Награждён орденом Ленина, двумя орденами Красного Знамени, медалями.

## Память
- Именем Стромкина названа одна из улиц Новошахтинска.